# Somalische mus
De Somalische mus (Passer castanopterus) is een zangvogel uit de familie van mussen (Passeridae).

## Verspreiding en leefgebied
Deze soort komt voor in het oosten van Afrika en telt 2 ondersoorten:
- Passer castanopterus castanopterus: Somalië.
- Passer castanopterus fulgens: zuidelijk Ethiopië en noordelijk Kenia.